# Secu, Harghita
Secu (maghiară Székpatak) este o localitate componentă a municipiului Toplița din județul Harghita, Transilvania, România. Se află în partea de nord a județului, în Munții Giurgeu, pe Pârâul Sec.